# Kenongorejo (Bringin)
Kenongorejo is een bestuurslaag in het regentschap Ngawi van de provincie Oost-Java, Indonesië. Kenongorejo telt 5163 inwoners (volkstelling 2010).